# Moviemax
Moviemax Italia S.r.l. è stata una casa di distribuzione e produzione cinematografica italiana appartenente a Moviemax Media Group.

## Storia
Fondata nel 2002 da Rudolph Gentile e Marco Dell'Utri, l'attività di distribuzione è iniziata nel 2004, concentrandosi a livello nazionale nei settori di cinema, televisione e home video.
I primi film ad essere stati distribuiti sono Ripper - Lettera dall'inferno, Talos - L'ombra del faraone e Natural City. La Moviemax ha avuto il merito di aver distribuito e fatto conoscere il film di Richard Kelly Donnie Darko, divenuto in seguito un film di culto. Tra gli altri film distribuiti Ghost Son di Lamberto Bava e Alpha Dog di Nick Cassavetes. Nel 2007 la Moviemax si cimenta nella produzione cinematografica, co-producendo Piano 17 dei Manetti Bros., e producendo interamente Nero bifamiliare, esordio alla regia del cantautore Federico Zampaglione.
Nel 2004 la Moviemax viene acquistata per il 51% dalla Mondo Home Entertainment, importante casa di distribuzione home video.
Il 23 giugno 2011 Mondo Home Entertainment acquista la restante parte di Moviemax, diventandone quindi titolare al 100%.
Nel febbraio 2012 Mondo Home Entertainment viene rinominata Moviemax Media Group.
Il 10 gennaio 2015 il tribunale di Milano ha dichiarato il fallimento della Moviemax Media Group.
Nel 2023 Notorious Pictures ha acquisito i diritti su alcuni titoli del catalogo Moviemax e ne ha annunciato la redistribuzione nelle sale cinematografiche e in home video. Il primo titolo Moviemax riedito nei cinema da Notorious è Donnie Darko.

## Distribuzione
- Once Were Warriors - Una volta erano guerrieri (Once Were Warriors), regia di Lee Tamahori (1994)

- Talos - L'ombra del faraone (Tale of the Mummy), regia di Russell Mulcahy (1998)
- Ripper - Lettera dall'inferno (Ripper - Letter from hell), regia di John E. Eyres (2001)
- Donnie Darko, regia di Richard Kelly (2001)
- La spina del diavolo (El espinazo del diablo), regia di Guillermo del Toro (2001)
- Natural City, regia di Min Byeong-cheon (2003)
- Gioco di donna (Head In The Clouds), regia di John Duigan (2004)
- Blueberry, regia di Jan Kounen (2004)
- Proof - La prova (Proof), regia di John Madden (2005)
- Nessun messaggio in segreteria, regia di Paolo Genovese e Luca Miniero (2005)
- Piano 17, regia di Manetti Bros. (2005)
- Uomini & donne (Trust the Man), regia di Bart Freundlich (2006)
- Ghost Son, regia di Lamberto Bava (2006)
- Innocenti presenze (Fingerprints), regia di Harry Basil (2006)
- Alpha Dog, regia di Nick Cassavetes (2006)
- Slevin - Patto criminale (Lucky Number Slevin), regia di Paul McGuigan (2006)
- Chiedi alla polvere (Ask the Dust), regia di Robert Towne (2006)
- Factory Girl, regia di George Hickenlooper (2006)
- The Darwin Awards - Suicidi accidentali per menti poco evolute (The Darwin Awards), regia di Finn Taylor (2006)
- Hui Buh, regia di Sebastian Niemann (2006)
- Un amore su misura, regia di Renato Pozzetto (2007)
- Il bacio che aspettavo (In the Land of Women), regia di Jon Kasdan (2007)
- Un ponte per Terabithia (Bridge to Terabithia), regia di Gábor Csupó (2007)
- Nero bifamiliare, regia di Federico Zampaglione (2007)
- Hairspray - Grasso è bello (Hairspray), regia di Adam Shankman (2007)
- Tutti i numeri del sesso (Sex and Death 101), regia di Daniel Waters (2007)
- Mr. Magorium e la bottega delle meraviglie (Mr. Magorium's Wonder Emporium), regia di Zach Helm (2007)
- Alla scoperta di Charlie (King of California), regia di M. Cahill (2007)
- Il mio sogno più grande (Gracie), regia di Davis Guggenheim (2007)
- Il nome del mio assassino (I Know Who Killed Me), regia di Chris Sivertson (2007)
- Step Up 2 - La strada per il successo (Step Up 2 the Streets), regia di Jon M. Chu (2008)
- Alla ricerca dell'isola di Nim (Nim's Island), regia di Jennifer Flackett e Mark Levin (2008)
- Passengers - Mistero ad alta quota (Passengers), regia di Rodrigo García (2008)
- Planet 51, regia di Jorge Blanco (2009)
- Parnassus - L'uomo che voleva ingannare il diavolo (The Imaginarium of Doctor Parnassus), regia di Terry Gilliam (2009)
- Gamer, regia di Mark Neveldine e Brian Taylor (2009)
- Giustizia privata (Law Abiding Citizen), regia di F. Gary Gray (2009)
- Due cuori e una provetta (The Switch), regia di Will Speck e Josh Gordon (2010)
- Buried - Sepolto (Buried), regia di Rodrigo Cortés (2010)
- Shelter - Identità paranormali (Shelter), regia di Måns Mårlind e Björn Stein (2010)
- Con gli occhi dell'assassino (Los ojos de Julia), regia di Guillem Morales (2010)
- Saw 3D - Il capitolo finale (Saw 3D), regia di Kevin Greutert (2010)
- Dylan Dog - Il film (Dylan Dog: Dead of Night), regia di Kevin Munroe (2011)
- Scream 4, regia di Wes Craven (2011)
- Ma come fa a far tutto? (I Don't Know How She Does It), regia di Douglas McGrath (2011)
- Box Office 3D - Il film dei film, regia di Ezio Greggio (2011)
- Abduction - Riprenditi la tua vita (Abduction), regia di John Singleton (2011)
- Come non detto, regia di Ivan Silvestrini (2012)
- Eco Planet - Un pianeta da salvare (Echo Planet), regia di Kompim Kemgumnird (2012)
- 7 psicopatici (Seven Psychopaths), regia di Martin McDonagh (2012)
- Razzabastarda, regia di Alessandro Gassmann (2012)
- Non aprite quella porta 3D (Texas Chainsaw 3D), regia di John Luessenhop (2013)
- Redemption - Identità nascoste (Hummingbird), regia di Steven Knight (2013)
- Il potere dei soldi (Paranoia), regia di Robert Luketic (2013)
- Comic Movie (Movie 43), regia collettiva (2013)
- Justin e i cavalieri valorosi (Justin and the knights of Valour), regia di Manuel Sicilia (2013)
- La metamorfosi del male (Wer), regia di William Brent Bell (2013)
- Postino Pat - Il film (Postman Pat: The Movie), regia di Mike Disa (2014)